# Râul Lunga, Cheia
Râul Lunga este un curs de apă, afluent al râului Cheia. 